# Epioblasma triquetra
Epioblasma triquetra är en musselart som först beskrevs av Rafinesque 1820.  Epioblasma triquetra ingår i släktet Epioblasma och familjen målarmusslor. Inga underarter finns listade i Catalogue of Life.